# Поуп, Билл
Уильям Гомер «Билл» Поуп (англ. William Homer "Bill" Pope; род. 19 июня 1952, Боулинг-Грин, Кентукки) — американский кинооператор. Наиболее известен по работе в трилогии «Матрица», а также по сотрудничеству с Сэмом Рэйми и Эдгаром Райтом.

## Биография
Во время учёбы в старших классах, его одноклассниками были Джон Карпентер и Томми Ли Уоллес. После школы учился в Виргинском университете на факультете архитектуры. Окончил факультет изящных искусств Нью-Йоркского университета. В научно-популярном сериале 2014 года «Космос: пространство и время» Билл Поуп был оператором всех серий, а также режиссёром некоторых эпизодов. За операторскую работу в первой серии «Стоя на Млечном Пути» он был номинирован на премию «Эмми» 2014 года. В 2016 году стал лауреатом премию «Спутник» за лучшую операторскую работу в фильме «Книга джунглей».
Член Американского общества кинооператоров.

## Фильмография

### Оператор
- 1990 — Человек тьмы / Darkman (реж. Сэм Рэйми)
- 1992 — Армия тьмы / Army of Darkness (реж. Сэм Рэйми)
- 1995 — Бестолковые / Clueless (реж. Эми Хекерлинг)
- 1996 — Связь / Bound (реж. братья Вачовски)
- 1999 — Хулиганы и ботаны / Freaks and Geeks (пилотная серия, реж. Джейк Кэздан)
- 1999 — Матрица / The Matrix (реж. братья Вачовски, номинация на премию BAFTA)[7]
- 2000 — Ослеплённый желаниями / Bedazzled (реж. Гарольд Рамис)
- 2003 — Матрица: Перезагрузка / The Matrix Reloaded (реж. братья Вачовски)
- 2003 — Матрица: Революция / The Matrix Revolutions (реж. братья Вачовски)
- 2004 — Отряд «Америка»: Всемирная полиция / Team America: World Police (реж. Трей Паркер)
- 2004 — Человек-паук 2 / Spider-Man 2 (реж. Сэм Рэйми)
- 2006 — Мех: Воображаемый портрет Дианы Арбус / Fur: An Imaginary Portrait of Diane Arbus (реж. Стивен Шейнберг)
- 2007 — Человек-паук 3: Враг в отражении / Spider-Man 3 (реж. Сэм Рэйми)
- 2008 — Мститель / The Spirit (реж. Фрэнк Миллер)
- 2010 — Скотт Пилигрим против всех / Scott Pilgrim vs. the World (реж. Эдгар Райт)
- 2012 — Покорители волн / Chasing Mavericks (реж. Майкл Эптед и Кёртис Хэнсон)
- 2012 — Люди в чёрном 3 / Men in Black 3 (реж. Барри Зонненфельд)
- 2013 — Армагеддец / The World’s End (реж. Эдгар Райт)
- 2014 — Космос: пространство и время / Cosmos: A Spacetime Odyssey (реж. Брэннон Брага, Энн Друян и Билл Поуп)
- 2016 — Книга джунглей / The Jungle Book (реж. Джон Фавро)
- 2017 — Малыш на драйве / Baby Driver (реж. Эдгар Райт)
- 2019 — Алита: Боевой ангел / Alita: Battle Angel (реж. Роберт Родригес)
- 2019 — Рождённый стать королём / The Kid Who Would Be King (реж. Джо Корниш)
- 2019 — Ангелы Чарли / Charlie’s Angels (реж. Элизабет Бэнкс)
- 2020 — Парни в группе / The Boys in the Band (реж. Джо Мантелло)
- 2021 — Шан-Чи и легенда десяти колец / Shang-Chi and the Legend of the Ten Rings (реж. Дестин Креттон)